# Joaquín Ventura
Joaquín Alonso Ventura (27 ottobre 1956) è un ex calciatore salvadoregno, di ruolo centrocampista.